# ФК „Ислоч“
„Ислоч“ е футболен клуб от селището от градски тип Мински район, Минска област, Беларус.
Отборът на Ислоч е образуван през април 2007 година в село Новоселие, Горански селсъвет, Мински район.

## Ислоч в Европа
| сезон   | турнир                | рунд   | съперник   | домакин | гост | общо        |
| ------- | --------------------- | ------ | ---------- | ------- | ---- | ----------- |
| 2024-25 | Лига на Конференциите | 1квал. | Ла Фиорита | 0-1     | 1-0  | 1-1(2-4 д.) |

## Успехи
- Купа на Беларус:
  -  Финалист (1): 2023/24